# God Says No
God Says No (с англ. — «Бог сказал нет») — пятый студийный альбом американской стоунер-рок-группы Monster Magnet, вышедший 30 октября 2000 года в Европе, и 10 апреля 2001 года поступивший в продажу в США.

## Об альбоме
God Says No несколько отошёл от стилистики предыдущей работы Monster Magnet Powertrip. В процессе записи музыканты активно использовали синтезаторы, драм-машины и программинг. Пластинка оказалась менее успешной. Продажи были весьма скромными, на что в значительной степени повлияло отсутствие рекламной кампании со стороны лейбла A&M Records. Помимо этого, A&M Records был приобретён Interscope, из-за чего релиз альбома в США был отложен на несколько месяцев. God Says No дебютировал на 17-й строчке чартов Германии и Швеции; в Billboard 200 диск занял 153-е место.
После выхода God Says No состав группы претерпел изменения: Джо Калландра и Джон Клейман покинули Monster Magnet. Также God Says No стал последним альбомом группы, выпущенным A&M Records. В 2003 году музыканты подписали контракт с SPV GmbH.

### Мнения критиков
| Совокупная оценка | Совокупная оценка |
| Источник          | Оценка            |
| ----------------- | ----------------- |
| Metacritic        | 67/100            |
| Оценки критиков   |                   |
| Источник          | Оценка            |
| Allmusic          | [ 3 ]             |
| Alternative Press | [ 11 ]            |
| Rolling Stone     | [ 12 ]            |
| Drowned in Sound  | 8/10              |
| Роберт Кристгау   | [ 13 ]            |

Реакция музыкальных изданий была сдержанной. На американском веб-агрегаторе Metacritic рейтинг альбома, основанный на 12 рецензиях, составляет 67 %. Эдуардо Ривадавия, обозреватель сайта Allmusic, отметил, что Дэйв Вайндорф, лидер Monster Magnet, «попытался вывести группу на неизведанную территорию», чтобы отойти от звучания Powertrip. Тем не менее, Ривадавия присвоил альбому 3 звезды из 5. Редактор Rolling Stone Грег Кот охарактеризовал God Says No как «преодоление музыкальной пропасти между Music Machine и Nine Inch Nails»; Кот присудил пластинке 3.5 звезды из 5. Высокую оценку, 8 баллов из 10, поставил Грэм Рид. В своей рецензии для Drowned in Sound он похвалил эклектичность и броскость альбома, а также качество исполнения. Разгромной рецензией God Says No встретил Alternative Press. Редакция журнала назвала диск «разочарованием».

## Список композиций
| №                   | Название               | Длительность |
| ------------------- | ---------------------- | ------------ |
| 1.                  | «Melt»                 | 5:44         |
| 2.                  | «Heads Explode»        | 3:48         |
| 3.                  | «Doomsday»             | 3:48         |
| 4.                  | «God Says No»          | 4:29         |
| 5.                  | «Kiss of the Scorpion» | 4:01         |
| 6.                  | «All Shook Out»        | 4:16         |
| 7.                  | «Gravity Well»         | 3:20         |
| 8.                  | «My Little Friend»     | 4:12         |
| 9.                  | «Queen of You»         | 7:02         |
| 10.                 | «Down in the Jungle»   | 4:49         |
| 11.                 | «Cry»                  | 7:23         |
| 12.                 | «Take It»              | 2:53         |
| Общая длительность: | Общая длительность:    | 60:43        |

| №   | Название        | Длительность |
| --- | --------------- | ------------ |
| 13. | «Silver Future» | 4:59         |
| 14. | «I Want More»   | 3:51         |

| №                   | Название               | Длительность |
| ------------------- | ---------------------- | ------------ |
| 1.                  | «Melt»                 | 5:44         |
| 2.                  | «Heads Explode»        | 3:48         |
| 3.                  | «Doomsday»             | 3:48         |
| 4.                  | «Medicine»             | 3:52         |
| 5.                  | «God Says No»          | 4:29         |
| 6.                  | «Kiss of the Scorpion» | 4:01         |
| 7.                  | «All Shook Out»        | 4:16         |
| 8.                  | «Gravity Well»         | 3:20         |
| 9.                  | «My Little Friend»     | 4:12         |
| 10.                 | «Queen of You»         | 7:02         |
| 11.                 | «Cry»                  | 7:23         |
| 12.                 | «Take It»              | 2:53         |
| Общая длительность: | Общая длительность:    | 59:14        |

| №   | Название        | Длительность |
| --- | --------------- | ------------ |
| 13. | «Silver Future» | 4:59         |

Комментарии
1. ↑  «Heads Explode» использована в саундтреке к фильму Дракула 2000[14].
2. ↑  «Silver Future» использована в саундтреке к мультфильму Тяжёлый металл 2000[15].
3. ↑  Перезаписанная версия композиции «Medicine», изначально изданной на дебютном студийном альбоме Monster Magnet Spine of God[16][17].
4. ↑  В европейской версии альбома 10-й значилась песня «Down in the Jungle». Здесь композиция была убрана за счёт добавления в трек-лист «Medicine».

## Участники записи
| Monster Magnet - Дэйв Вайндорф — вокал, гитара, клавишные, арт-директор, продюсирование - Эд Манделл — соло-гитара - Джо Калландра — бас-гитара - Джон Клейман — барабаны | Другой персонал - Мэтт Хайд — клавишные, программинг, звукорежиссёр, сведение, продюсирование - Дебби Соутвуд-Смит, Лиза Баллард — A&R - Винс Джонс — синтезатор - Фил Вестерн — программинг, синтезатор - Тим Кронин — звуковые эффекты, шумы - Джим МакДжилливрей — перкуссия - Алан Молдер, Джеймс Браун — сведение - Ренди Стоуб, Билл Кеннеди — звукорежиссёры, сведение - Дейв Коллинс — мастеринг - Крис «Слиппи Джей» Воуган-Джонс — цифровое редактирование - Тара Нельсон, Зак Блэкстоун, Дэнн Грич-Маргуерат, Пол Силвейра — ассистенты - Дэнн Драфф, Гэри Гершунофф — настройка инструментов и студийной аппаратуры - Лереми Гарсия, Роберт Ликок — арт-директора́, дизайнеры - Джосеф Колтис — фотограф |

## Позиции в чартах
| Чарт (2000—2001)     | Высшая позиция |
| -------------------- | -------------- |
| Media Control Charts | 17             |
| Sverigetopplistan    | 17             |
| Billboard 200        | 153            |

| Год  | Сингл           | Чарт                       | Позиция |
| ---- | --------------- | -------------------------- | ------- |
| 2000 | «Silver Future» | Hot Mainstream Rock Tracks | 15      |
| 2001 | «Heads Explode» | Hot Mainstream Rock Tracks | 26      |